# Gossip (band)
Gossip is een Amerikaanse indierockband, De lead-singer van de groep is Beth Ditto (echte naam: Mary Beth Patterson).

## Geschiedenis
Na een aantal albums boekte Gossip in 2006 haar eerste internationale succes met het album Standing in the Way of Control. De grote doorbraak volgde in 2009 met de single Heavy Cross, die een grote hit werd in onder meer Australië, Duitsland, Italië en Vlaanderen. Deze single was afkomstig van het album Music for Men. In 2011 werd het nummer gebruikt in een reclamefilm voor het merk Dior. Door de aandacht voor het nummer kwam de single weer terug in de Nederlandse Single Top 100.
In 2012 verscheen het laatste album A Joyful Noise. Begin 2016 verliet Ditto de band om meer aandacht aan haar solocarrière en kledinglijn te kunnen geven. Hiermee werd Gossip opgeheven.
De band  kwam in 2019 wederom bij elkaar voor een wereldtour ter gelegenheid van het 10-jarig jubileum van Music for Men. In november 2023 kondigde de band aan wederom bij elkaar te zijn gekomen. De leden kondigden het nieuwe album Real Power aan, dat werd uitgegeven op 22 maart 2024.

## Discografie

### Albums
| Album met eventuele hitnotering(en) in de Nederlandse Album Top 100 | Datum van verschijnen | Datum van binnenkomst | Hoogste positie | Aantal weken | Opmerkingen |
| ------------------------------------------------------------------- | --------------------- | --------------------- | --------------- | ------------ | ----------- |
| That's Not What I Heard                                             | 2001                  | -                     |                 |              |             |
| Movement                                                            | 2003                  | -                     |                 |              |             |
| Standing in the Way of Control                                      | 2006                  | -                     |                 |              |             |
| Music for Men                                                       | 19-06-2009            | 27-06-2009            | 31              | 19           |             |
| A Joyful Noise                                                      | 11-05-2012            | 19-05-2012            | 35              | 3            |             |
| Real Power                                                          | 22-03-2024            |                       |                 |              |             |

| Album met hitnotering(en) in de Vlaamse Ultratop 200 albums | Datum van verschijnen | Datum van binnenkomst | Hoogste positie | Aantal weken | Opmerkingen |
| ----------------------------------------------------------- | --------------------- | --------------------- | --------------- | ------------ | ----------- |
| Standing in the Way of Control                              | 2006                  | 04-08-2007            | 68              | 11           |             |
| Music for Men                                               | 2009                  | 27-06-2009            | 3               | 50           | Goud        |
| A Joyful Noise                                              | 2012                  | 19-05-2012            | 8               | 42           |             |

### Singles
| Single met eventuele hitnotering(en) in de Nederlandse Top 40 | Datum van verschijnen | Datum van binnenkomst | Hoogste positie | Aantal weken | Opmerkingen                 |
| ------------------------------------------------------------- | --------------------- | --------------------- | --------------- | ------------ | --------------------------- |
| Standing in the Way of Control                                | 2005                  | -                     |                 |              |                             |
| Listen Up!                                                    | 2006                  | -                     |                 |              |                             |
| Jealous Girls                                                 | 2007                  | -                     |                 |              |                             |
| Heavy Cross                                                   | 2009                  | 04-07-2009            | 28              | 4            | Nr. 19 in de Single Top 100 |
| Crazy Again                                                   | 2023                  |                       |                 |              |                             |
| Real Power                                                    | 2024                  |                       |                 |              |                             |

| Single met hitnotering(en) in de Vlaamse Ultratop 50 | Datum van verschijnen | Datum van binnenkomst | Hoogste positie | Aantal weken | Opmerkingen |
| ---------------------------------------------------- | --------------------- | --------------------- | --------------- | ------------ | ----------- |
| Heavy Cross                                          | 2009                  | 23-05-2009            | 4               | 35           | Goud        |
| Love Long Distance                                   | 2009                  | 03-10-2009            | 32              | 8            |             |
| Pop Goes the World                                   | 2010                  | 03-04-2010            | tip10           | -            |             |
| Men in Love                                          | 2010                  | 13-11-2010            | tip35           | -            |             |
| Perfect World                                        | 12-03-2012            | 31-03-2012            | 12              | 18           |             |
| Move in the Right Direction                          | 2012                  | 04-08-2012            | 17              | 14           |             |
| Get lost                                             | 2012                  | 29-12-2012            | tip13           | -            |             |

### NPO Radio 2 Top 2000
| Nummer met noteringen in de NPO Radio 2 Top 2000 | '15  | '16  | '17  | '18  | '19  | '20  | '21  | '22  | '23  | '24  |
| ------------------------------------------------ | ---- | ---- | ---- | ---- | ---- | ---- | ---- | ---- | ---- | ---- |
| Heavy Cross                                      | 1641 | 1697 | 1546 | 1647 | 1675 | 1789 | 1781 | 1789 | 1958 | 1939 |

1. ↑  Een vetgedrukt getal geeft de hoogste notering aan.
2. ↑  2015 was het eerste jaar met een notering voor dit nummer.

- Bibliothèque nationale de France: cb15617955j (data)
- Gemeinsame Normdatei: 10342307-2
- International Standard Name Identifier: 0000 0000 9099 0810
- Library of Congress Control Number: no2003084500
- MusicBrainz: 0f96c38b-8e21-4571-afe0-cb11196a8acd
- Nationale Bibliotheek van Tsjechië: xx0117474
- Système universitaire de documentation: 159839858
- Virtual International Authority File: 127014633